# Гофман, Казимир
Казимир Гофман (собственно Казимеж Хофман, пол. Kazimierz Hofman, настоящая фамилия, по сообщению Ярослава Зелиньского, Вышковский, пол. Wyszkowski; 1842, Краков — 6 июля 1911, Берлин) — польский композитор, пианист и музыкальный педагог. Отец Иосифа Гофмана.
В 1851 году впервые выступил с сольным концертом в Вене. Окончив Венскую консерваторию, вернулся в Краков, где преподавал и держал фортепианный магазин. Некоторое время дирижировал городским оркестром.
С 1878 года жил в Варшаве, преподавал в Варшавском институте музыки, где среди его учеников был, в частности, Юзеф Сливиньский. Написал ряд оперетт, из которых наибольшей популярностью пользовалась «Дитя сирены», балет «Борута», ряд оркестровых пьес. Гофману принадлежит также театральная музыка, в том числе к известной пьесе Владислава Людвика Анчица «Костюшко под Рацлавицами» (1861), входившая в которую песня «Pobudka krakusów» стала в Польше народной.
В 1886 году, желая обеспечить сыну наилучшее музыкальное образование, Гофман переехал в столицу Германии город Берлин, где и прожил до самой кончины.